# 关节弹响
关节弹响是指通过外力作用使关节产生声响及"咔哒"感的生理现象，常见于物理治疗师、脊椎按摩师和整骨医生的治疗过程中。
这种现象的产生是由于当关节腔被拉伸超过正常范围时，腔内压力下降导致溶解在滑液中的气体（主要是氮气）形成微气泡并突然破裂的空穴现象，从而发出特征性弹响。同一关节需要等待约20分钟让气泡重新溶解回滑液后，才能再次产生弹响。这种操作被应用于改善关节活动度和缓解僵硬感等治疗目的，但必须由专业医疗人员规范实施。
个人掰关节弹响行为可能被归类为强迫症谱系障碍的表现之一。

## 成因

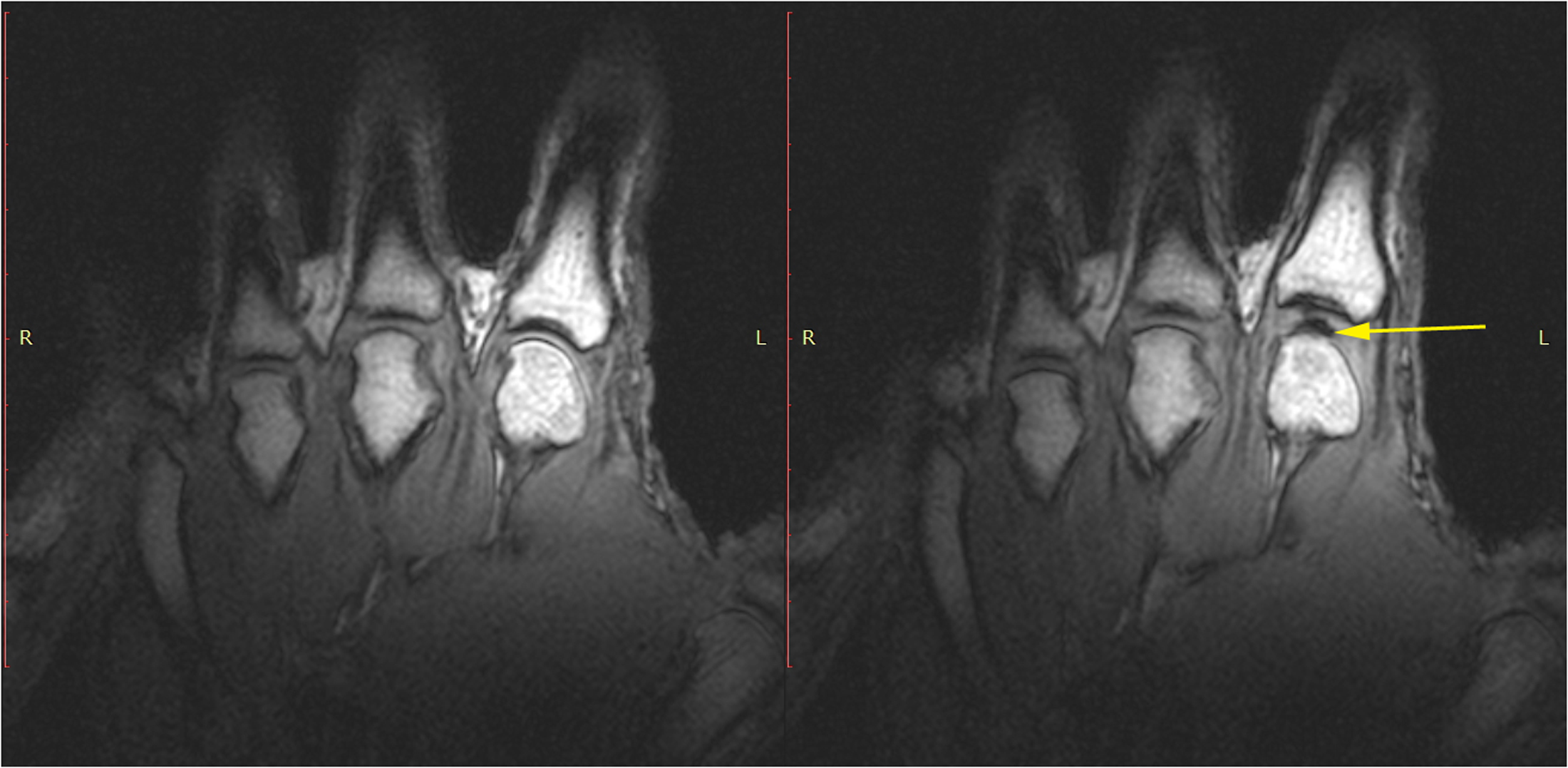
左侧为弹响前静止状态的手部，右侧为施加弹响外力后的状态，此时关节间隙出现明显的黑色空腔（如黄色箭头所示）。这种空腔是由关节腔内压力变化导致的气泡形成所致

几十年来，关节在弯曲、扭转或受压时产生弹响的物理机制一直未能明确。可能的原因包括：
- 关节腔内形成空化现象——滑液中产生局部真空的小空腔并迅速塌陷，从而发出清脆声响；[5][6]
- 韧带快速拉伸；[7]
- 关节内粘连组织的断裂；[7]
- 关节内空化——滑液中形成部分真空的小腔，然后迅速塌陷，产生尖锐的声音。[8]

关于关节弹响的成因存在多种假说，其中滑液空化现象已获得部分证据支持。在进行脊柱手法治疗时，施加的外力会使完全封闭的滑膜关节面分离，导致关节腔内压力降低。在这种低压环境下，溶解在滑液中的气体（所有体液中自然存在的气体）会析出形成气泡或空腔（摩擦成核），这些气泡随即迅速坍缩，从而产生“咔嗒”声。这些气泡的成分主要为二氧化碳、氧气和氮气。该效应会持续一段称为"不应期"的时间（约20分钟），在此期间关节无法再次弹响，因为气体会逐渐被滑液重新吸收。有证据表明，韧带松弛可能与空化倾向增强有关。
2015年的研究表明，关节弹响后滑液中仍存留气泡，这意味着弹响声可能来自气泡形成而非破裂的过程。2018年，法国研究团队通过数学模型模拟关节弹响前的瞬间变化，提出声音源于气泡破裂，而滑液中观察到的气泡仅是部分破裂的残留物。但由于该结论缺乏实体实验验证，科学界尚未完全认可这一理论。
肌腱或瘢痕组织在骨突部位（如弹响髋综合征中）的快速滑动同样可能产生明显的弹响声。

## 与关节炎的关系
关于“掰手指会导致关节炎”这一常见的民间说法缺乏科学依据。2011年发表的一项研究检查了215人（50至89岁）的手部X光片，对比了经常掰手指者与不掰手指者的关节状况。研究得出结论：无论持续多少年或频率如何，掰手指都不会导致手部骨关节炎。但该研究因未考虑混杂因素（如掰手指能力是否与手部功能受损相关而非因果关系）而受到批评。
医学博士唐纳德·昂格尔(Donald Unger)持续六十余年每日仅掰响左手手指关节，而保持右手不进行该行为。最终其双手均未出现关节炎或其他病变，这一自我实验使他荣获2009年搞笑诺贝尔医学奖。